# Hilda Farfante
Hilda Farfante Gayo (Besullo, 1931) es una maestra española, activista por la recuperación de la memoria histórica.

## Trayectoria
Nació en Besullo, una parroquia de Cangas del Narcea. Era hija de Balbina Gayo, maestra y directora de la escuela de Cangas del Narcea, y de Ceferino Farfante, maestro miembro de las misiones pedagógicas que llevaban la cultura a las áreas rurales. Ambos, maestros afines a la causa republicana, fueron asesinados por una columna de requetés de Galicia que apoyaban al bando franquista, el 8 de septiembre de 1936. A su madre la enterraron en una cuneta, y a su padre, al que atraparon cuando este fue a intentar a salvar a su mujer, le arrojaron por un barranco al final del día.
Ante la amenaza de los asesinos de querer acabar con toda la familia, su abuelo y su tío huyeron a los montes de Ponticiella con Hilda, de cinco años, y sus dos hermanas, de siete y cuatro. Posteriormente, separaron a las hermanas y Hilda se fue a vivir con su tía la también maestra Guillermina, en Boal. Con nueve años, ya ayudaba a su tía Guillermina en sus clases. Después, estudió pedagogía y se convirtió en maestra y directora de escuela.
Durante la dictadura franquista, Farfante vivió con el miedo a las represalias. Ya en la democracia, se dedicó a la recuperación de la memoria histórica y a buscar los restos mortales de sus padres. En 1984, con fondos propios de su familia, se realizó una cata en la zona de Vega del Rey donde se pensaba que podrían estar sus padres, aunque sin éxito.
En 2020, durante la redacción de la Ley de Memoria Histórica de España, Farfante le envió una carta al presidente del Gobierno Pedro Sánchez con propuestas concretas para poder localizar a las personas desaparecidas durante la Guerra civil española y el franquismo, e incluyó una petición personal con las indicaciones de los lugares en los que pensaba que sus padres podrían haber sido enterrados. Tras la aprobación de la ley en 2021, el Gobierno del Principado de Asturias realizó otra búsqueda, aunque tampoco hallaron los cadáveres de Balbina y Ceferino.

## Reconocimientos
En 2013, Pilar López Solano recogió el testimonio de Farfante en el documental Las maestras de la República, ganador del Premio Goya al mejor documental. En 2017, la Asociación 13 Rosas de Asturias concedió a Farfante su premio anual por su labor en la recuperación de la memoria histórica. Ese mismo año, fue reconocida con el Premio a las Libertades Rafael del Riego, impulsados por los ayuntamientos de Tineo, en Asturias, y Las Cabezas de San Juan, en Sevilla.